# Élections législatives de 1907 en Cisleithanie

Régions impériales et terres de la couronne de l' Empire austro-hongrois :
Cisleithanie
Transleithanie
Bosnie-Herzégovine

L' élection du Reichsrat de 1907 fut la première élection du Reichsrat en Cisleithanie à se dérouler au suffrage masculin universel, égal, secret et direct. Cela fut rendu possible par la réforme électorale votée par le Reichsrat à l'automne 1906 et sanctionnée par l'empereur François-Joseph Ier au début de 1907. Ont le droit de voter (comme c'était le cas depuis 1896) les citoyens de sexe masculin âgés de 24 ans et plus, résidant dans leur municipalité depuis au moins un an, mais il n'y a désormais plus de curie chaque voix est rendue égale.

## Système électoral
Les royaumes et les pays représentés au Conseil impérial étaient divisés en districts électoraux. Si aucun candidat n'obtenait la majorité absolue au premier tour, le 14 mai 1907, un second tour devait être organisé entre les deux candidats arrivés en tête, le 23 du même mois. Les circonscriptions cisleithaniennes étaient divisées en fonction de l'origine ethnique et des districts ruraux et urbains. En Bohême, par exemple, il y avait des circonscriptions allemandes et tchèques. Les circonscriptions étaient souvent nommées d’après des villes, mais comprenaient généralement aussi les zones environnantes plus vastes. Par exemple, la circonscription tyrolienne de Bolzano comprenait également Merano, Brixen, Bruneck et Lienz, chacune avec ses environs, c'est-à-dire à peu près la zone que nous appelons aujourd'hui le Tyrol du Sud et le Tyrol oriental .
| Nationalité | Allemands | Tchèques | Polonais | Ukrainiens | Slovènes | Italiens | Croates et Serbes | Roumains | Juifs | Total |
| Mandats     | 232       | 108      | 83       | 31         | 24       | 19       | 13                | 5        | 1     | 516   |

## Résultats des élections
Les partis chrétiens-sociaux et sociaux-démocrates ont obtenu un succès significatif. Ainsi, presque toutes les circonscriptions rurales situées dans l'Autriche actuelle furent remportées par les chrétiens-sociaux, tandis que les mandats allemands en Bohême et en Moravie furent remportés principalement par le Parti populaire allemand, les agrariens allemands, les sociaux-démocrates, les pangermanistes ou les radicaux allemands . Le Parti populaire allemand a également gagné en Carinthie devant les sociaux-démocrates. Une situation similaire s’est produite dans des villes comme Graz, Salzbourg, Innsbruck, Brno et Linz. Dans la capitale impériale Vienne, les chrétiens-sociaux devinrent cependant la force la plus puissante, devant les sociaux-démocrates et les progressistes libéraux allemands.
Parmi les 516 députés, les chrétiens-sociaux et les conservateurs avec 96 députés et les sociaux-démocrates avec 87 députés formaient les factions les plus fortes. Au total, il y avait près de 20 groupes politiques représentés au Parlement. Lors des deuxièmes et dernières élections du Reichsrat au suffrage universel masculin égal, en 1911, le rapport de force entre les plus grands partis s'est inversé : les sociaux-démocrates eurent désormais 82 représentants, les chrétiens-sociaux 74.